# Taylor Dayne
Taylor Dayne, właśc. Leslie Wunderman (ur. 7 marca 1962 w Nowym Jorku) – amerykańska piosenkarka, wykonawczyni muzyki pop i house, autorka tekstów i aktorka.

## Życiorys
Po ukończeniu szkoły średniej śpiewała w zespołach rockowych (Felony i Next), które nie odniosły jednak większych sukcesów. Artystka rozpoczęła karierę solową, w 1987 wydała pierwszy profesjonalny singel z piosenką "Tell It to My Heart". Utwór ten wszedł do pierwszej dziesiątki na listach przebojów (m.in. Billboard Hot 100). Rok później Taylor Dayne nagrała swój debiutancki album studyjny pod tym samym tytułem.
W 1994 nagrała piosenkę "Original Sin" autorstwa Jima Steinmana. Utwór ten znalazł się na ścieżce dźwiękowej do filmu Cień.
Do 1998 wydała łącznie cztery płyty, zawierające takie utwory, jak "Prove Your Love", "I'll Always Love You", "Don't Rush Me", "Love Will Lead You Back", "I'll Be Your Shelter" oraz kompilację swoich przebojów zatytułowaną Greatest Hits.
W 1999 jej nowa piosenka "Planet Love" została umieszczona na soundtracku z filmu Bez skazy z Robertem De Niro. W latach 90. Taylor Dayne zaczęła też zajmować się aktorstwem, zagrała w kilku filmach kina niezależnego i serialach, a w 2001 wystąpiła w musicalu Aida Eltona Johna.
W lutym 2008 po dziesięciu latach przerwy wydała piąty album studyjny. W lipcu 2010 jej piosenka "Facing a Miracle" została oficjalnym hymnem 10. zawodów z cyklu Gay Games odbywanych w Kolonii.

## Dyskografia

### Albumy
- 1988 – Tell It to My Heart
- 1989 – Can't Fight Fate
- 1993 – Soul Dancing
- 1995 – Greatest Hits
- 1998 – Naked Without You
- 2008 – Satisfied

### Single
- 1987 – "Tell It to My Heart"
- 1988 – "Prove Your Love"
- 1988 – "I'll Always Love You"
- 1989 – "Don't Rush Me"
- 1989 – "With Every Beat of My Heart"
- 1990 – "Love Will Lead You Back"
- 1990 – "I'll Be Your Shelter"
- 1990 – "Heart of Stone"
- 1990 – "Can't Get Enough of Your Love"
- 1993 – "Send Me a Lover"
- 1994 – "I'll Wait"
- 1994 – "Original Sin"
- 1995 – "Say a Prayer"
- 1996 – "Tell It to My Heart" (remix)
- 1998 – "Whatever You Want"
- 1998 – "Naked Without You"
- 1999 – "Planet Love"
- 2002 – "How Many"
- 2003 – "Supermodel"
- 2007 – "I'm Not Featuring You"
- 2007 – "Beautiful"